# August Becker
August Becker (Staufenberg, 17 agosto 1900 – 31 dicembre 1967) è stato un chimico e militare tedesco dell'Ufficio centrale della sicurezza del Reich (RSHA), funzionario di medio rango delle SS nella Germania nazista. Contribuì a progettare i gaswagen, i furgoni con la camera a gas incorporata nel compartimento posteriore utilizzato nei primi omicidi di massa nazisti di disabili, dissidenti politici, ebrei e altri "nemici razziali"; partecipò in altre operazioni tra cui l'Aktion T4 e in collaborazione con gli Einsatzgruppen, gli squadroni della morte nazisti mobili, nelle regioni occupate dai nazisti dell'Unione Sovietica. In generale il suo ruolo fu quello di fornire un importante supporto tecnico, anche se in almeno un'occasione operò personalmente nella gasazione di circa 20 persone.

## Biografia

### Primi anni
August Becker nacque il 17 agosto 1900 a Staufenberg, figlio di un proprietario di una fabbrica. Fu arruolato nell'esercito tedesco verso la fine della prima guerra mondiale. Successivamente, Becker studiò chimica e fisica all'Università di Giessen dove, nel 1933, conseguì un dottorato di ricerca in chimica. Dal 1933 al 1935 rimase come assistente all'università.

### Carriera nelle SS
Nel settembre 1930, Becker si unì al partito nazista e nel febbraio 1931 divenne anche membro delle SS. Da febbraio ad aprile 1934 fu occasionalmente attivo nell'ufficio della Gestapo a Giessen prima di lasciare definitivamente l'università nel 1935. Al suo processo il 4 aprile 1960, Becker testimoniò che nel maggio 1935 fu assegnato al reggimento SS-Verfügungstruppe a Bad Arolsen, una piccola località turistica vicino a Kassel, la principale città nella parte settentrionale dello stato tedesco dell'Assia, nella Germania centrale. Durante questo periodo, Becker mantenne il grado di SS-Oberscharführer e si occupò solo di affari militari. Rimase con questo reggimento fino al 28 febbraio 1938.
Secondo la sua testimonianza del 1960, Becker fu poi trasferito a Berlino, presso l'Ufficio Centrale della Sicurezza del Reich (Reichssicherheitshauptamt o RSHA), Amt VI, intelligence straniera. In quel momento, Werner Best fu responsabile della RSHA Amt VI. Becker fu responsabile del reparto che replicava inchiostri e fotocopie. Fu impiegato per rilevare se le comunicazioni scritte utilizzassero l'inchiostro invisibile. Fu promosso al grado di SS-Untersturmführer.

## Programma di uccisione Aktion T4

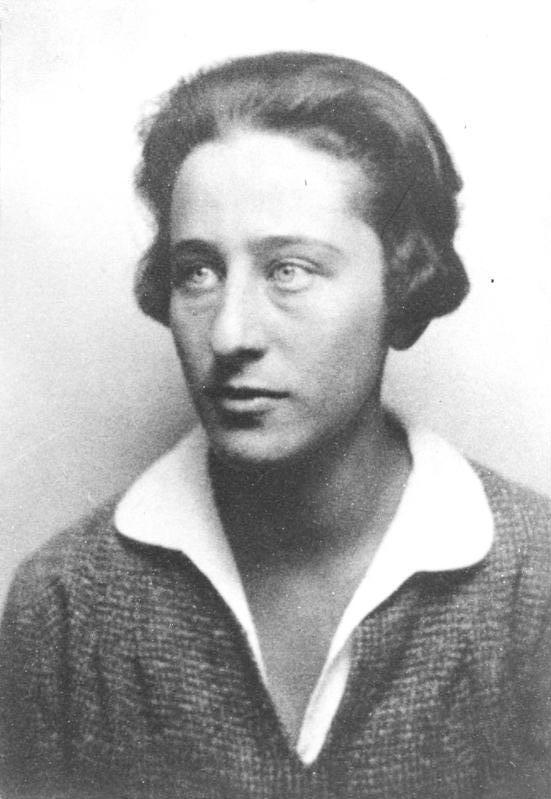
Olga Benario nel 1928, poi uccisa al Centro di sterminio di Bernburg

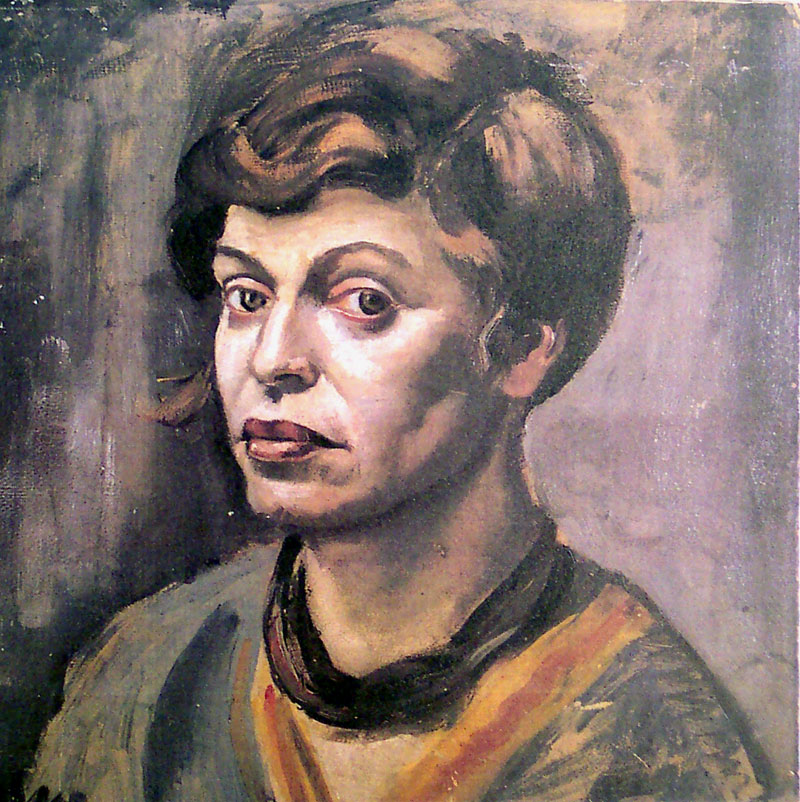
Autoritratto di Elfriede Lohse-Wächtler, assassinata al Centro di sterminio di Sonnenstein

Becker rimase all'interno del RSHA Amt VI fino al dicembre 1939, quando, poco prima di Natale, ricevette l'ordine telefonico di presentarsi all'Oberführer Victor Brack presso la Cancelleria del Reich, Reichskanzlei. Becker si recò nell'ufficio di Brack lo stesso giorno. Brack faceva parte dell'ufficio della Cancelleria del Führer (Kanzlei des Führers). Secondo Becker, Brack gli disse quanto segue:
- Al comando personale del Reichsführer-SS Himmler, Becker fu assegnato a Brack;
- L'incarico di Becker sarebbe stato quello di realizzare un programma di "eutanasia" per eliminare tutti gli "idioti" ed i malati di mente;
- L'uccisione sarebbe avvenuta tramite l'uso del monossido di carbonio: questo gas fu già studiato da un altro chimico, il dottor Albert Widmann, in collaborazione con l'Ufficio della Polizia Criminale Nazionale (RKPA) a Berlino per valutarne l'utilità;
- Becker "non aveva bisogno di farsi scrupoli perché l'uccisione di queste persone sarebbe stata resa lecita da una direttiva del Führer".[2]

Questo programma fu noto come Aktion T4.
Becker partecipò al primo "test", gasando da 18 a 20 detenuti malati di mente in un'ex prigione conosciuta con il nome eufemistico di The Brandenburg an der Havel National Institute, che in seguito divenne noto alla storia come un centro di sterminio nazista, il NS-Tötungsanstalt Brandenburg. Tra il personale dell'Aktion T4, Becker fu noto come "il Becker rosso" per via del colore dei suoi capelli e probabilmente anche per evitare confusione con Hans Joachim Becker, direttore del Zentralverrechnungstelle welfare e istituti di cura. Dopo la guerra, Brack fu processato per crimini di guerra e crimini contro l'umanità. Brack nominò Becker tra i 24 responsabili principali dell'Aktion T4 in un elenco che Brack stesso produsse per le autorità occupanti alleate.

### Allestimento della prima camera a gas
Secondo la testimonianza di Becker al processo di Werner Heyde, il primo direttore medico dell'Aktion T4, nella prima metà di gennaio 1940, Becker si recò all'istituto di Brandeburgo, dove gli edifici furono preparati appositamente per questo scopo. Fu allestita un'area simile a un bagno con doccia, di circa 3 metri per 5 metri di superficie, con un soffitto alto circa tre metri.
Un tubo correva intorno alle pareti della stanza, nel tubo c'erano dei piccoli fori dai quali usciva il monossido di carbonio prodotto. Le bombole del gas si trovavano fuori dall'area ed erano già attaccate al tubo di alimentazione. La porta d'ingresso, a tenuta ermetica, prevedeva una porta di osservazione attraverso la quale si poteva osservare il comportamento delle persone durante il corso della gasazione. L'assemblaggio dell'impianto fu eseguito da un meccanico delle SS di Berlino.

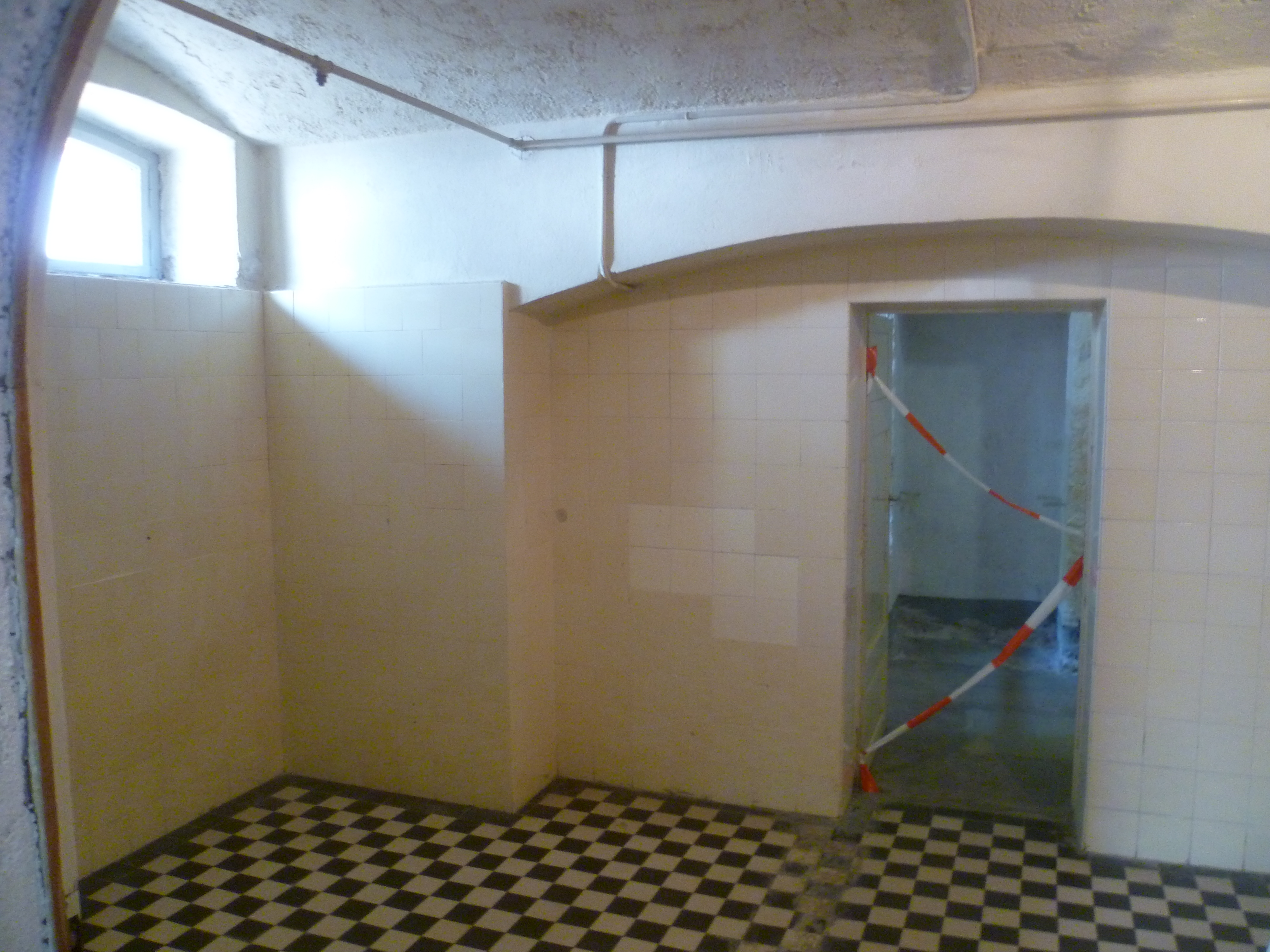
Camera a gas nel Centro di sterminio di Hadamar

Per la prima gasazione, il personale addetto alla manutenzione condusse circa 18-20 persone nella finta camera a gas. Questi uomini dovettero spogliarsi nell'anticamera, in modo da essere completamente nudi, e la porta veniva chiusa dietro di loro. Secondo Becker, le vittime si sono recate con calma nella stanza e non hanno mostrato segni di agitazione. Mentre Widmann apriva il gas, Becker osservò dal punto di osservazione. Dopo circa un minuto, le vittime caddero e si sdraiarono l'una sull'altra. Becker riferì di non aver visto scenate o tumulti. Dopo altri cinque minuti l'area fu ventilata. A questo punto, utilizzando delle barelle appositamente progettate, il personale delle SS sgomberò i corpi dalla stanza e li portò agli inceneritori.
Victor Brack e il suo ufficio progettarono le barelle e l'attrezzatura dell'inceneritore, che aveva lo scopo di consentire l'alimentazione meccanica dei cadaveri nella fornace. Brack fu presente a questa prima gasazione per osservare il suo sistema in funzione. Secondo Becker, in seguito Brack sembrò soddisfatto del metodo e fece alcune osservazioni, dicendo che "questa operazione dovesse essere compiuta solo dai medici" e ha recitato il detto che "la siringa apparteneva alla mano del medico". Successivamente, Brandt sottolineò che solo i medici avrebbero effettuato queste gasazioni. Allo stesso tempo, Widmann informò il dottor Eberl e il dottor Baumhart, che in seguito si occuparono dello sterminio a Grafeneck e ad Hadamar. Il secondo processo di gasazione e le successive misure di sterminio furono eseguite da Eberl da solo e di propria autorità.

### Programma di gasazione
La gasazione a Brandeburgo, insieme alle gasazioni dei malati mentali polacchi che il SS-Sonderkommando effettuò nell'autunno 1939 nella camera a gas del Forte VII a Posen, portò a specificare che anche le vittime dell'Aktion T4 fossero uccise con il monossido di carbonio. Becker fu incaricato di preparare i medici, i quali avrebbero dovuto istituire sei "istituti" per gasare i "pazienti", il primo dei quali fu a Grafeneck. Secondo la successiva testimonianza di Becker, intorno alla fine di gennaio 1940, portò le bombole del gas dal Brandeburgo al castello di Grafeneck, per mettere "in funzione" l'istituto e cioè per avviare lì il programma di uccisioni.
In origine, il dottor Schumann dovette azionare la valvola del gas, ma Schumann lasciò che il gas fluisse troppo rapidamente, facendolo sibilare rumorosamente all'interno della "doccia". Ciò fece agitare le vittime, che Becker definì, anche anni dopo, i "delinquenti". Becker rallentò l'infusione del gas nella camera, il che fece sì che le vittime si calmassero e morissero poco dopo.
Fino alla fine dell'Aktion T4 nell'agosto 1941, il compito di Becker fu quello di organizzare la consegna delle bombole di gas dall'impianto IG Farben di Ludwigshafen agli impianti di abbattimento. Gli ordini di acquisto del gas furono effettuati da Albert Widmann del Kriminaltechnische Institut (KTI), del RSHA.
Come Becker, anche Widmann fu processato in un tribunale tedesco dopo la guerra. Nel processo di Widmann, il tribunale di Stoccarda scoprì che il ruolo di Widmann fu proprio quello di ordinare le bombole di gas, e di nascondere il fatto che gli ordini di acquisto provenissero da un'agenzia di partito e, più in particolare, dalla Cancelleria del Führer. Questa politica fu decisa dal superiore di Becker e Widmann, Victor Brack, ma fu precedentemente suggerita da Arthur Nebe. Widmann ricevette dai singoli istituti di sterminio le richiesta di fornitura del gas, procedeva quindi all'ordine delle bombole di gas alla Baden Aniline and Soda Works con gli ordini di Ludwigshafen, riferendo il KTI come acquirente. Widmann inviò quindi l'ordine e le conferme di fornitura a Becker, che lavorando presso la Cancelleria del Führer, organizzò la loro consegna presso i singoli istituti.

### L'Einsatzgruppen

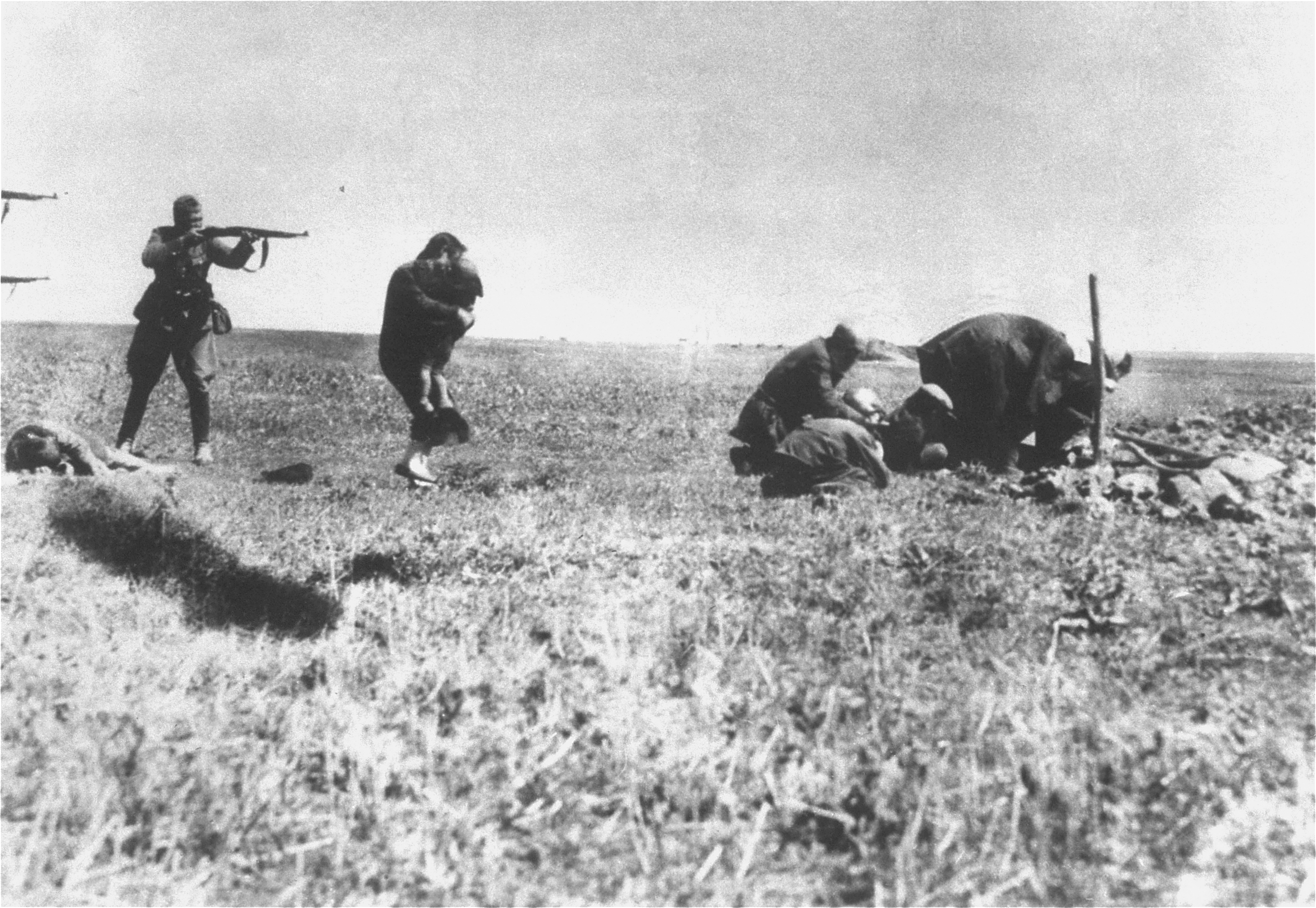
Uccisione di ebrei a Ivangorod, 1942. Una donna sta tentando di proteggere un bambino con il proprio corpo poco prima che venga ucciso.

Nell'ottobre 1941, Becker fu nuovamente al servizio nell'Ufficio di sicurezza del Reich e assegnato al dipartimento II D 3 A sotto Friedrich Pradel, il responsabile del Kraftfahrwesen della polizia di stato. Il direttore del dipartimento D (affari tecnici), il SS-Obersturmbannführer Walter Rauff, nel dicembre 1941 assegnò a Becker l'ispezione dei gaswagen con le Einsatzgruppen.
In effetti, le Einsatzgruppen furono le squadre di sterminio naziste che si spostarono in tutta l'Europa orientale occupata dai nazisti e organizzarono l'omicidio di massa degli ebrei prima dell'utilizzo sistematico dei campi di sterminio. Questi omicidi furono rivolti principalmente a zingari, comunisti e soprattutto ebrei.
Sebbene vi fossero alcune varianti sul metodo da usare,ad esempio il Sardinenpackung usato da Friedrich Jeckeln, tipicamente il modus-operandi fu di far scavare una trincea dagli stessi prigionieri di guerra, con la popolazione locale di "indesiderabili" radunata con intimidazioni o con la forza, a volte con l'aiuto di collaboratori locali, e poi fucilati da un uomo delle SS con un singolo proiettile per ogni vittima. In questo modo, e con l'aiuto di un buon numero di persone, per catturare, sorvegliare e far marciare forzatamente le vittime verso il luogo dell'uccisione, 10 o 12 tiratori avrebbero potuto uccidere fino a 12000 persone in un solo giorno.

### Operazioni con i gaswagen

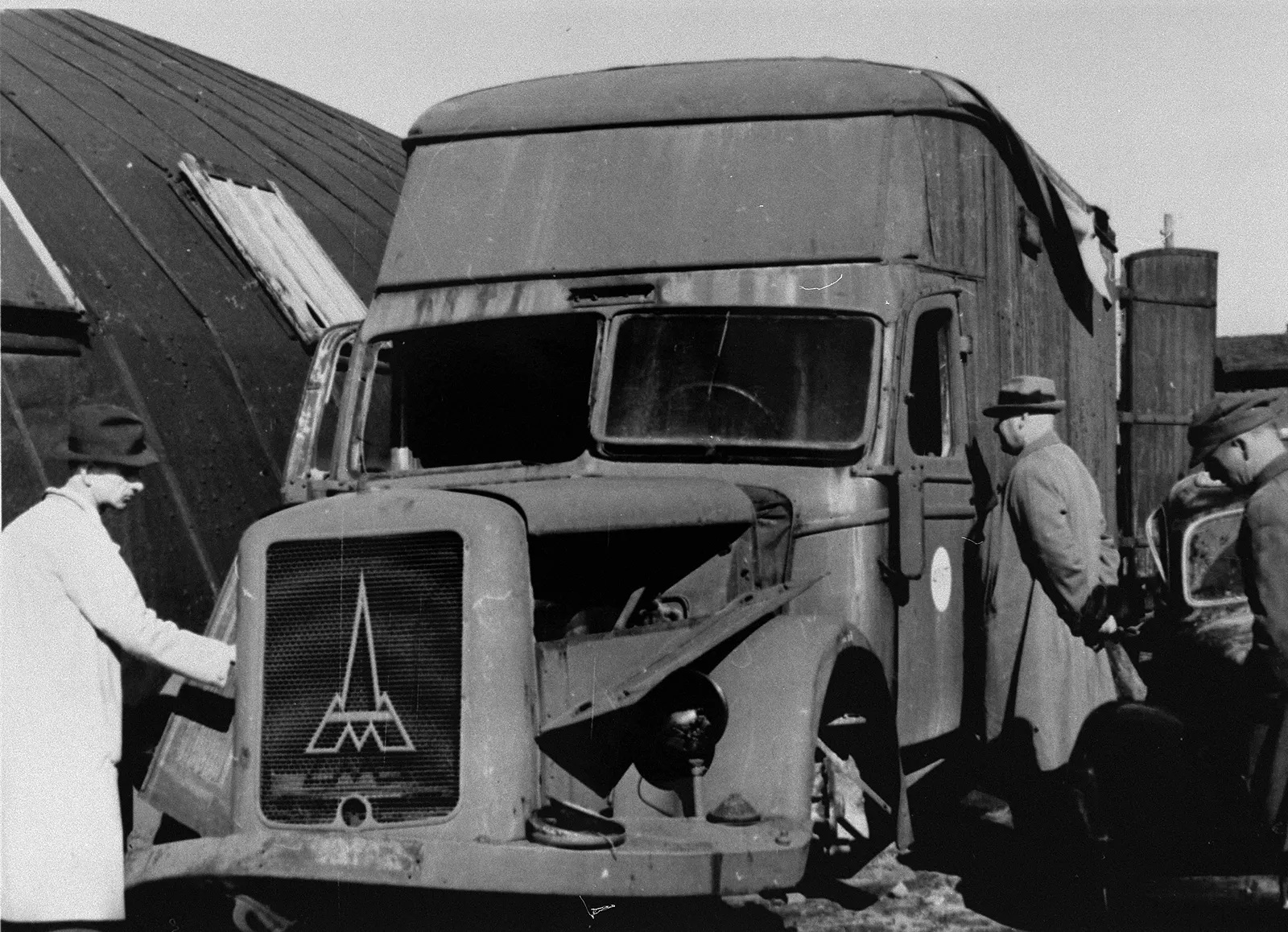
Un furgone Magirus distrutto trovato nel 1945 a Koło in Polonia, non lontano dal campo di sterminio di Chelmno. Lo stesso tipo di furgone fu utilizzato dai nazisti per il soffocamento con i gas di scarico deviati nel vano posteriore sigillato dove erano rinchiuse le vittime. Questo particolare furgone non è stato ancora modificato.

Per attenuare l'impatto psicologico sugli assassini, derivante dallo stile di uccisione che aveva caratterizzato le operazioni delle Einsatzgruppen, sotto la direzione di Heinrich Himmler, le SS inventarono il furgone gaswagen, una sorta di camera a gas mobile costituita da un furgone, o da un camion, con il vano di carico ermetico, in grado di trasportare un certo numero di persone: il tubo di scarico del furgone poteva essere impostato per scaricare direttamente nell'area posteriore, in modo che quando il furgone fosse carico di vittime, con il portellone chiuso e bloccato, tutto ciò che servisse era guidare lungo una strada per il tempo sufficiente al monossido nel gas di scarico di uccidere le persone nel furgone. Una volta terminato questo processo, i corpi furono estratti e il furgone portato in un altro luogo per uccidere un altro gruppo di persone.
In pratica però, era più difficile compiere uccisioni con i furgoni di quanto la teoria originale avesse previsto. Becker fu incaricato di risolvere i problemi. In seguito testimoniò che, nel dicembre 1941, quando fu trasferito sotto il comando di Rauff, lo stesso Rauff spiegò a Becker che il piano era di gasare le persone piuttosto che sparargli, perché il peso psicologico di così tante sparatorie non poteva più essere sopportato dagli assassini. Rauff disse a Becker che i furgoni e gli autisti dei gaswagen erano già arrivati nelle sedi dell'Einsatzgruppe o stavano arrivando.
Rauff incaricò quindi Becker di indagare sulle procedure utilizzate dalle Einsatzgruppen. Nello specifico, Becker doveva assicurare che le uccisioni di massa (Massentötungen) realizzate nei furgoni fossero state condotte in modo efficiente. A metà dicembre 1941, Becker si recò a Riga per ispezionare i furgoni usati dall'Einsatzgruppe A. Il 4 o 5 gennaio 1942, Becker, si trasferì all'Einsatzgruppe D nel sud, comandato da Otto Ohlendorf vicino a Simferopol'. Becker impiegò circa tre settimane per arrivarci. Becker rimase con l'Einsatzgruppe D fino all'inizio di aprile 1942, quando tornò all'Einsatzgruppe A a Riga.
Becker fu però preoccupato non solo per la tecnologia dei furgoni a gas, ma fu anche preoccupato per la loro mimetizzazione e per la salute fisica e morale delle truppe delle SS che eseguivano la procedura di esecuzione. Così riferì il 16 maggio 1942 da Kiev a Rauff:
In questa lettera, Becker ha criticato anche l'errata esecuzione delle gasazioni:
Becker continuò a inviare messaggi a Rauff riguardo all'uso efficace dei furgoni fino alla metà del 1942. Il 5 giugno 1942, Becker riferì che "per esempio, dal dicembre 1941, tre veicoli furono usati per processare 97000 persone, senza fermo macchina". Nel settembre 1942, dopo il suo ritorno a Berlino, Becker criticò i mezzi disordinati con cui sono stati eseguiti gli omicidi al vice Pradel di Rauff:
Dopo il suo lavoro come specialista dei furgoni, Becker fu impiegato presso la Zentralhandelsgesellschaft Ost, una società di monopolio per i prodotti agricoli nelle aree orientali occupate, e successivamente presso l'Auslandabwehr del RSHA. Nel 1943 fu promosso al grado di SS-Obersturmbannführer.

## Processo e condanna
A causa della sua appartenenza alle SS, Becker fu condannato dopo la fine della guerra a tre anni di reclusione. Successivamente lavorò come venditore e operaio industriale. Nel 1959 subì un ictus e si trasferì in una casa di cura nella città di Laubach, nell'Alta Assia.
Nel 1959, la procura di Stoccarda avviò un'indagine preliminare sui reati commessi da Becker, Albert Widmann e Paul Werner. Becker fu condannato a dieci anni di reclusione, ma il 15 luglio 1960, a causa del suo cattivo stato di salute fu scarcerato e ricoverato nella casa per anziani di Butzbach. Quando nel 1967 il tribunale penale di Stato di Stoccarda inviò una citazione a Becker, si scoprì che Becker fu portato via da Butzbach il 3 gennaio 1966 da persone sconosciute e la sua attuale ubicazione non poteva essere determinata. Il 16 giugno 1967, l'agenzia di polizia criminale statale del Baden-Wuerttemberg ha emesso un bollettino per vigilare su Becker. A quel punto, tuttavia, Becker era già stato ricoverato in un'altra casa di cura, dove era rimasto in uno stato di quasi completo esaurimento fisico e mentale. August Becker morì il 31 dicembre 1967.